# Francisco A. Loayza
Francisco Aristides Loayza Medrano (Mala, 24 de julio de 1872 - Lima, 9 de enero de 1963), fue un poeta, investigador, periodista y político peruano. Considerado uno de los primeros japonólogos en el Perú.

## Biografía
Francisco A. Loayza nació en Mala (Lima) el 24 de julio de 1872. Fue hijo del matrimonio entre don Jorge Loayza y doña Concepción Medrano. Haría sus estudio secundarios en el Colegio Guadalupe,en donde junto con otros alumnos fundaría el periódico satírico “El microbio” (1888),tiempo después fundaría el semanario de caricaturas “Fray K Bezón” (1907-1911),donde se desempeñaría como director y redactor principal. Loayza sería adherente al partido político Unión Nacional (1891) de Manuel González Prada. Tomó parte en las luchas civiles de 1894-1895, al lado de Nicolás de Pierola. A inicios de 1900, viajaría a Ica, donde sería Secretario del Consejo Provincial de Pisco. En Chincha Alta imprimiría su periódico "El Municipal" (1900-1902), que circularía en Pisco, y después "El Pueblo", destinado a Chincha, donde residiría. Debido a su agitada vida política, se convertiría en un constante duelista, uno de esos ocurriría en marzo de 1905, contra un comisario de Ica, donde Loayza llevaría la peor parte.Su obra influenciada por el pensamiento de Manuel González Prada, publicaría: “Auras de abajo” (1904), “Rebeldías” (1905) y “Llamaradas” (1912), donde escribiría como un liberal radical y librepensador, con simpatías anarquistas.

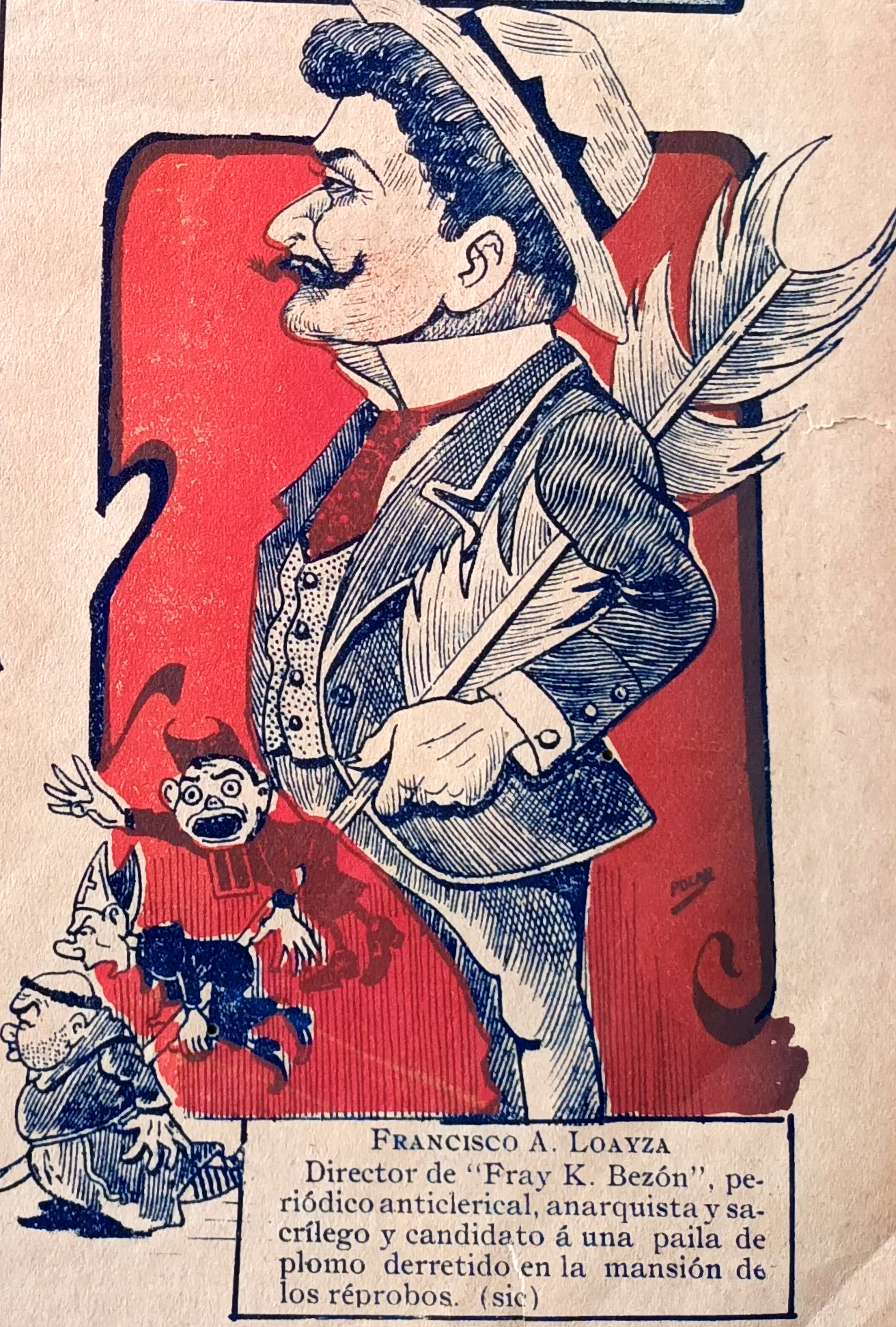
Caricatura de Francisco A. Loayza aparecida en su revista Fray K. Bezón.

Loayza ingresaría a la vida diplomática siendo cónsul en Japón en 1912, permaneciendo en ese cargo durante diez años, donde se convertiría en el primer japonólogo peruano, publicando varios artículos y libros.A finales de 1913 presenta una antología titulada “Simiente japonesa”, publicado por la imprenta Kinkosha de Yokohama. Este libro incluía las narraciones más populares del folclore nipón. En 1919 publicaría "Perlas de Oriente: Proverbios, poesías, mujeres", dedicado a la poesía japonesa. En 1921 dirigiría el periódico "América Latina" en Yokohama. En su obra “Manko Kapa. El fundador del imperio de los incas era japonés” (1926) intentó probar el origen japonés de la cultura peruana. Tras su larga estancia en Japón, Francisco A. Loayza ejerció como cónsul en Brasil y Ecuador. 
En agosto de 1930 tras la caída de la dictadura del oncenio de Augusto B. Leguía, publicó su periódico "Libertad" (1930-1931), donde tomaría una postura antileguiista muy marcada, de la misma manera apoyaría la causa nacionalista del Comandante Luis M. Sánchez Cerro. Entre sus redactores estuvieron Glicerio Tassara, Francisco Flores Chinarro, Marino Ratto, Juan Malmborg Ratto, entre otros. En 1933 fue designado cónsul de Perú en Sevilla, en plena Segunda República Española, donde dedicaría la gran parte de su tiempo a la investigación histórica en el Archivo General de Indias. En España publicó algunos textos etnológicos americanistas y participó en eventos académicos como el XXVI Congreso Internacional de Americanistas, que se celebró en Sevilla.
Fundó la colección “Los pequeños grandes libros de historia americana”. Francisco A. Loayza falleció el 9 de enero de 1963, vivía en la calle Soldado Desconocido (actual Jr. Nicolás de Aranibar) nº 753 en Lima.

## Publicaciones
- Auras de abajo (Santiago, 1904)
- Rebeldías (Lima, 1905)
- Llamaradas (Lima, 1912)
- Simiente japonesa (Yokohama, 1913)
- Perlas de Oriente: Proverbios, poesías, mujeres (Yokohama, 1919)
- Mí breviario (Pará, 1926)
- Manko Kapa. El fundador del imperio de los incas era japonés (Pará, 1926)
- El Inca piadoso y justiciero (Barcelona, 1934)
- Ciudad trágica (Barcelona, 1936)
- Cahuide no existió (Lima, 1944)
- Mártires y heroínas (Lima, 1945)
- Preliminares del incendio (Lima, 1947)
- Chinos llegaron antes que Colón (Lima, 1948)